# David Oyelowo
David Oyetokunbo Oyelowo, OBE (/ɵˈjɛlɵwoʊ/ ə-YEL-ə-woh; n. 1 aprilie 1976) este un actor și producător englez, care a jucat în filme precum Planeta maimuțelor: Invazia (2011), Middle of Nowhere (2012), Lincoln (2012) și Majordomul (2013).